# I Zjazd Wszechbiałoruski

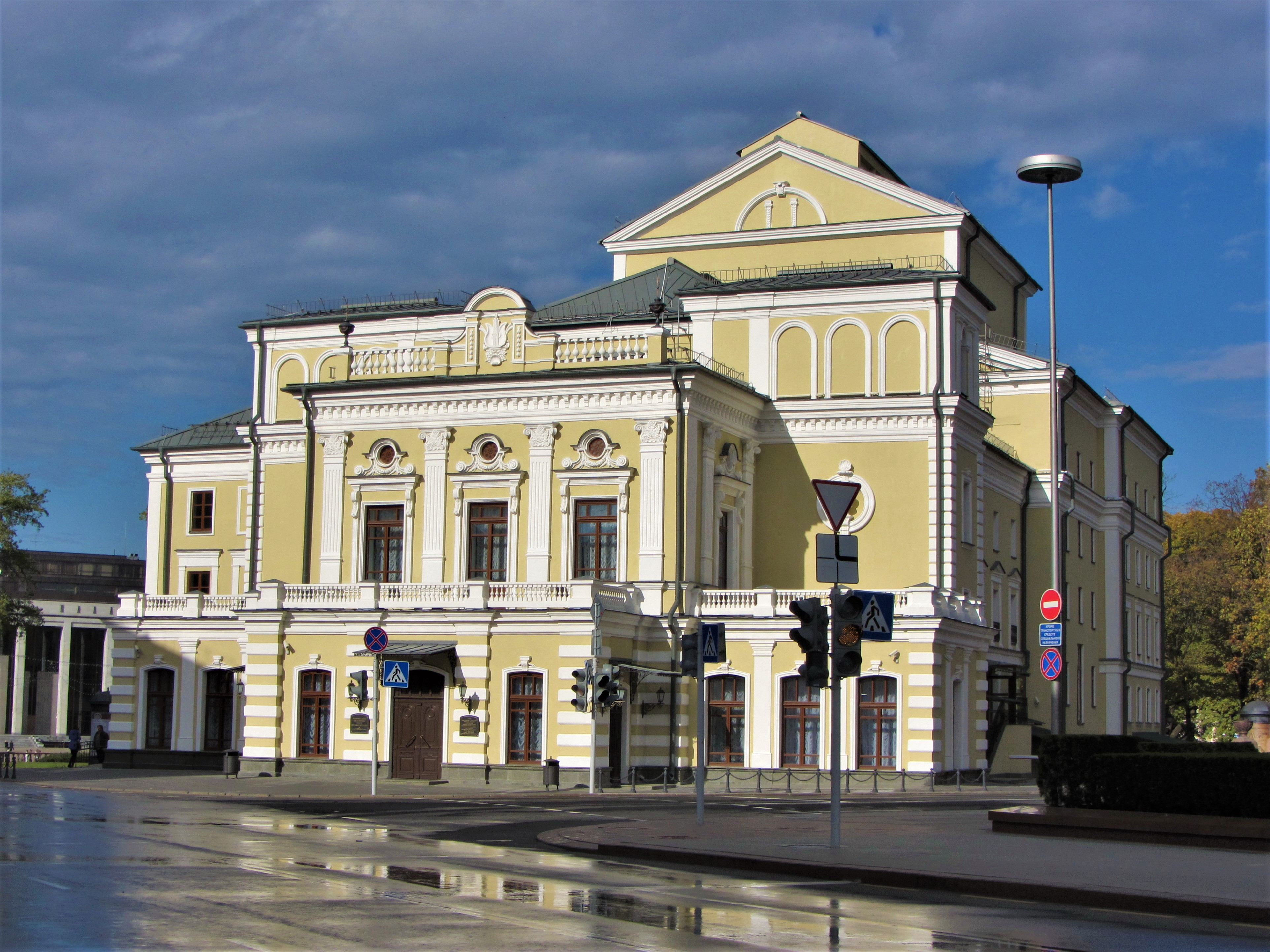
Budynek mińskiego Teatru Miejskiego, w którym odbywał się I Zjazd Wszechbiałoruski. Obecnie siedziba Narodowego Teatru Akademickiego im. Janki Kupały.

Pierwszy Kongres Wszechbiałoruski (biał. Першы Ўсебеларускі кангрэс, Pierszy Usiebiełaruski kanhres) – zwołany 5 grudnia 1917 roku w Mińsku przez Wielką Radę Białoruską.
Obrady odbyły się w dniach 5–17 grudnia 1917 roku za wiedzą i materialnym wsparciem Ludowego Komisariatu ds. Narodowości Rosyjskiej FSRR. Zjazd zgromadził białoruskich działaczy politycznych reprezentujących gubernie mińską, mohylewską, witebską, smoleńską i grodzieńską. Na zjazd przybyli też przedstawiciele białoruskojęzycznych powiatów guberni kowieńskiej i wileńskiej oraz brańskiej. 

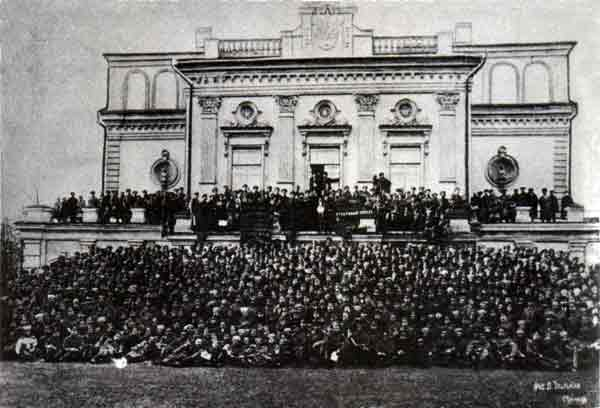
Uczestnicy Zjazdu w dniu 5 grudnia 1917 roku

Do 14 grudnia zarejestrowano ponad 1800 delegatów, w większości nauczycieli, wojskowych i urzędników. Na czele zjazdu stanął przewodniczący Białoruskiej Rady Wojskowej Jan Sierada. 
Kongres przyjął szereg uchwał, m.in. ogłosił prawo narodu białoruskiego do niepodległości i samostanowienia oraz przyjęcia demokratycznej formy rządu. W czasie obrad dało się jednak zauważyć różnice polityczne między delegatami z zachodu i ze wschodu Białorusi. Ci pierwsi zdecydowanie opowiadali się za jakąś formą autonomii lub niepodległością państwa, drudzy przyszłość Białorusi widzieli w ramach demokratycznej Rosji. 
Kongres wybrał Radę Kongresu, w skład której weszło 71 przedstawicieli różnych partii politycznych.
17 grudnia 1917 roku gmach, w którym obradował kongres został otoczony przez wojska bolszewickie, a delegatów rozpędzono.